# Короткі характеристики небезпеки (H-фрази)
Коро́ткі характери́стики небезпе́ки (H-фрази) (англ. GHS Hazard Statements) входять до Узгодженої на глобальному рівні системи класифікації та маркування хімічних речовин (УГС). Вони призначені для формування набору стандартизованих характеристик небезпеки хімічних речовин та сумішей, які можна перекласти на різні мови. Вони мають замінити загальновідомі R-фрази. 
Характеристики небезпеки є одним із ключових елементів маркування контейнерів згідно з УГС. Також на етикетці мають бути присутні:
- Ідентифікація продукту
- Одна або кілька піктограм небезпеки (де це необхідно)
- Назва фірми, адреса та номер телефону постачальника
- Застереження із зазначенням способу поводження з продуктом (P-фрази)

Кожна фраза позначається кодом, починаючи з літери Н, і супроводжується трьома цифрами. H-фрази поділяються на три класи:
- H2xx – фізичні небезпеки
- H3xx – небезпеки для здоров'я
- H4xx – небезпеки для довкілля

## Фізичні небезпеки
- H200: Нестабільна вибухонебезпечна речовина
- H201: Вибухова речовина; небезпека вибуху масою
- H202: Вибухова речовина; небезпека уламків від вибуху
- H203: Вибухова речовина; небезпека пожежі, вибухової хвилі або уламків
- H204: Небезпека пожежі або уламків
- H205: Небезпека вибуху масою під дією вогню
- H206: Небезпека пожежі, вибухової хвилі або уламків; підвищена вибухонебезпечність при скороченні десенсибілізуючого агенту
- H207: Небезпека пожежі або уламків; підвищена вибухонебезпечність при скороченні десенсибілізуючого агенту
- H208: Небезпека пожежі; підвищена вибухонебезпечність при скороченні десенсибілізуючого агенту
- H220: Легкозаймистий газ
- H221: Займистий газ
- H222: Легкозаймистий аерозоль
- H223: Займистий аерозоль
- H224: Надзвичайно легкозаймиста рідина і пар
- H225: Легкозаймиста рідина і пар
- H226: Займиста рідина і пар
- H227: Горюча рідина
- H228: Горюча тверда речовина
- H229: Балон під тиском; вибухонебезпечність при нагріванні
- H230: Може вступати у вибухову реакцію навіть за відсутності повітря
- H231: Може вступати у вибухову реакцію при підвищених тиску та/або температурі навіть за відсутності повітря
- H232: Спонтанне самозаймання при контакті з повітрям
- H240: Нагрівання може викликати вибух
- H241: Нагрівання може викликати вибух або пожежу
- H242: Нагрівання може викликати пожежу
- H250: Може самозайнятись при контакті з повітрям
- H251: Тенденція до самонагрівання; ризик пожежі
- H252: Тенденція до самонагрівання у великих кількостях; ризик пожежі
- H260: При контакті з водою виділяє легкозаймисті гази, що можуть самозайнятись
- H261: При контакті з водою виділяє легкозаймисті гази
- H270: Може викликати або підсилювати горіння; окисник
- H271: Може викликати горіння або вибух; сильний окисник
- H272: Може підсилювати горіння; окисник
- H280: Містить газ під тиском; може вибухнути при нагріванні
- H281: Містить охолоджений газ; може викликати криогенні опіки або травми
- H290: Може викликати корозію металів

## Небезпеки для здоров'я
- H300: Смертельно при ковтанні
- H301: Отруйно при ковтанні
- H302: Шкідливо при ковтанні
- H303: Може бути шкідливим при ковтанні
- H304: Може бути смертельним при ковтанні й потраплянні в дихальні шляхи
- H305: Може бути шкідливим при ковтанні й потраплянні в дихальні шляхи
- H310: Смертельно при контакті зі шкірою
- H311: Отруйно при контакті зі шкірою
- H312: Шкідливо при контакті зі шкірою
- H313: Може бути шкідливим при контакті зі шкірою
- H314: Викликає серйозні опіки шкіри й пошкодження очей
- H315: Викликає подразнення шкіри
- H316: Викликає легке подразнення шкіри
- H317: Може викликати алергічну реакцію шкіри
- H318: Викликає серйозні пошкодження очей
- H319: Викликає серйозне подразнення очей
- H320: Викликає подразнення очей
- H330: Смертельно при вдиханні
- H331: Отруйно при вдиханні
- H332: Шкідливо при вдиханні
- H333: Може бути шкідливим при вдиханні
- H334: При вдиханні може викликати алергічні або астматичні симптоми, або утруднення дихання
- H335: Може викликати подразнення дихальних шляхів
- H336: Може викликати сонливість або запаморочення
- H340: Може викликати генетичні дефекти (вказати шлях впливу, якщо доведено, що інші шляхи впливу не викликають такої небезпеки)
- H341: Скоріш за все, може викликати генетичні дефекти (вказати шлях впливу, якщо доведено, що інші шляхи впливу не викликають такої небезпеки)
- H350: Може викликати рак (вказати шлях впливу, якщо доведено, що інші шляхи впливу не викликають такої небезпеки)
- H351: Скоріш за все, може викликати рак (вказати шлях впливу, якщо доведено, що інші шляхи впливу не викликають такої небезпеки)
- H360: Може шкодити репродуктивним функціям або плоду (вказати конкретну шкоду, якщо відомо) (вказати шлях впливу, якщо доведено, що інші шляхи впливу не викликають такої небезпеки)
  - H360F: Може шкодити репродуктивним функціям
  - H360D: Може шкодити плоду в утробі матері
  - H360FD: Може шкодити репродуктивним функціям. Може шкодити плоду в утробі матері
  - H360Fd: Може шкодити репродуктивним функціям. Скоріш за все, може шкодити плоду в утробі матері
  - H360Df: Може шкодити плоду в утробі матері. Скоріш за все, може шкодити репродуктивним функціям
- H361: Скоріш за все, може шкодити репродуктивним функціям або плоду (вказати конкретну шкоду, якщо відомо)(вказати шлях впливу, якщо доведено, що інші шляхи впливу не викликають такої небезпеки)
  - H361f: Скоріш за все, може шкодити репродуктивним функціям
  - H361d: Скоріш за все, може шкодити плоду в утробі матері
  - H361fd: Скоріш за все, може шкодити репродуктивним функціям. Скоріш за все, може шкодити плоду в утробі матері
- H362: Може зашкодити немовлятам
- H370: Шкідливий для органів (вказати, для яких, якщо відомо) (вказати шлях впливу, якщо доведено, що інші шляхи впливу не викликають такої небезпеки)
- H371: Може бути шкідливим для органів (вказати, для яких, якщо відомо) (вказати шлях впливу, якщо доведено, що інші шляхи впливу не викликають такої небезпеки)
- H372: Шкідливий для органів (вказати, для яких, якщо відомо) у разі тривалого або багаторазового впливу (вказати шлях впливу, якщо доведено, що інші шляхи впливу не викликають такої небезпеки)
- H373: Може бути шкідливим для органів (вказати, для яких, якщо відомо) у разі тривалого або багаторазового впливу (вказати шлях впливу, якщо доведено, що інші шляхи впливу не викликають такої небезпеки)

## Комбінації H-фраз
- H300+H310: Смертельно при ковтанні або контакті зі шкірою
- H300+H330: Смертельно при ковтанні або потраплянні в дихальні шляхи
- H310+H330: Смертельно при контакті зі шкірою або потраплянні в дихальні шляхи
- H300+H310+H330: Смертельно при ковтанні, контакті зі шкірою або потраплянні в дихальні шляхи
- H301+H311: Отруйно при ковтанні або контакті зі шкірою
- H301+H331: Отруйно при ковтанні або потраплянні в дихальні шляхи
- H311+H331: Отруйно при контакті зі шкірою або потраплянні в дихальні шляхи
- H301+H311+H331: Отруйно при ковтанні, контакті зі шкірою або потраплянні в дихальні шляхи
- H302+H312: Шкідливо при ковтанні або контакті зі шкірою
- H302+H332: Шкідливо при ковтанні або потраплянні в дихальні шляхи
- H312+H332: Шкідливо при контакті зі шкірою або потраплянні в дихальні шляхи
- H302+H312+H332: Шкідливо при ковтанні, контакті зі шкірою або потраплянні в дихальні шляхи
- H303+H313: Може бути шкідливим при ковтанні або контакті зі шкірою
- H303+H333: Може бути шкідливим при ковтанні або потраплянні в дихальні шляхи
- H313+H333: Може бути шкідливим при контакті зі шкірою або потраплянні в дихальні шляхи
- H303+H313+H333: Може бути шкідливим при ковтанні, контакті зі шкірою або потраплянні в дихальні шляхи
- H315+H320: Викликає подразнення шкіри та очей

## Небезпеки для довкілля
- H400: Дуже отруйно для водяних організмів
- H401: Отруйно для водяних організмів
- H402: Шкідливо для водяних організмів
- H410: Дуже отруйно для водяних організмів, із тривалими наслідками
- H411: Отруйно для водяних організмів, із тривалими наслідками
- H412: Шкідливо для водяних організмів, із тривалими наслідками
- H413: Може викликати довгострокові шкідливі наслідки для водяних організмів
- H420: Шкодить суспільному здоров'ю й навколишньому середовищу шляхом руйнування озонового шару у верхніх шарах атмосфери

## Характеристики небезпеки за регламентом ЄС
Європейський Союз впровадив УГС через Регламент CLP (Classification, Labeling and Packaging). Тим не менш, старіша система, заснована на Директиві про небезпечні речовини, застосовувалася паралельно до червня 2015 року. Деякі R-фрази, які не мають простих еквівалентів відповідно до УГС, зберігаються відповідно до Регламенту CLP; нумерація відображає номер попередньої R-фрази: 

#### Фізичні властивості
- EUH001: Вибухонебезпечно в сухому стані
- EUH006: Вибухонебезпечно при контакті з повітрям або без нього (видалено, замінено на H230/P420)
- EUH014: Бурхливо реагує з водою
- EUH018: При використанні може утворюватися легкозаймиста / вибухонебезпечна суміш парів із повітрям
- EUH019: Може утворювати вибухонебезпечні пероксиди
- EUH044: Небезпека вибуху при нагріванні в закритій ємності

#### Властивості відносно здоров'я
- EUH029: При контакті з водою виділяється токсичний газ
- EUH031: При контакті з кислотами виділяється токсичний газ
- EUH032: При контакті з кислотами виділяється дуже токсичний газ
- EUH066: Повторний контакт може викликати сухість або розтріскування шкіри
- EUH070: Отруйний при контакті з оком
- EUH071: Роз'їдає дихальні шляхи

#### Властивості відносно довкілля
- EUH059: Небезпечний для озонового шару (видалено, замінено на H420)

#### Інші характеристики небезпеки
- EUH201: Містить свинець. Не слід застосовувати на поверхнях, які можуть жувати або смоктати діти
- EUH201A: Увага! Містить свинець
- EUH202: Цианоакрілат. Небезпека. Склеює шкіру і очі за лічені секунди. Зберігати в недоступному для дітей місці
- EUH203: Містить хром(VI). Може викликати алергічну реакцію
- EUH204: Містить ізоцианати. Може викликати алергічну реакцію
- EUH205: Містить епоксидні компоненти. Може викликати алергічну реакцію
- EUH206: Увага! Не використовуйте разом з іншими продуктами. Може виділяти небезпечні гази (хлор)
- EUH207: Увага! Містить кадмій. Під час використання утворюються небезпечні випари. Дивіться інформацію, надану виробником. Дотримуйтесь інструкцій з техніки безпеки
- EUH208: Містить <найменування сенсибілізуючої речовини>. Може викликати алергічну реакцію
- EUH209: Може стати легкозаймистим при використанні
- EUH209A: Може стати займистим при використанні.
- EUH210: Сертифікат безпеки за запитом
- EUH401: Щоб уникнути ризику для здоров'я людини та навколишнього середовища, дотримуйтесь інструкцій із застосування.